# Quappendorf
Quappendorf ist ein Ort im Landkreis Märkisch-Oderland in Brandenburg und gehört seit 2003 zur Gemeinde Neuhardenberg. Die Verwaltung erfolgt durch das Amt Seelow-Land.

## Geschichte
Quappendorf wurde am 21. März 1413 erstmals urkundlich als Quappendorp erwähnt.
Es entstand als Filialdorf von Quilitz (heute: Neuhardenberg). Die gutherrschaftlichen Rechte teilten sich die Familien von Schapelow, von Pfuel und von Beerfelde. 1680 kaufte Kurfürstin Dorothea von Brandenburg die Güter der Familien von Schapelow und von Pfuel in Alt-Quilitz und damit anteilig auch Quappendorf. Sie übertrug 1684 die Güter ihrem Sohn, dem späteren Markgrafen Albrecht Friedrich. Dieser vererbte das Mannlehen 1731 an seinen Sohn Markgraf Carl Albrecht. Markgraf Carl Albrecht kaufte 1744 Neu-Quilitz von der Familie Beerfelde dazu und besaß damit auch Quappendorf. Da er ohne männliche Erben starb, gingen Quilitz und Quappendorf 1762 an die preußische Krone und wurde 1762 als königliche Dotation an Joachim Bernhard von Prittwitz vergeben. 1811 verkaufte dessen Sohn Friedrich Wilhelm Bernhard von Prittwitz das Gut der Krone, die es 1814 erneut als königliche Dotation an Staatskanzler Karl August Fürsten von Hardenberg vergab. 1921 fiel der Besitz an Carl-Hans Graf von Hardenberg, der 1944 Claus Schenk Graf von Stauffenberg, Henning von Tresckow und anderen Beteiligten ermöglichte, auf Schloss Neuhardenberg das Attentat auf Hitler vorzubereiten. Graf von Hardenberg wurde nach einem Selbstmordversuch im Schloss verhaftet und in das KZ Sachsenhausen gebracht und 1944 von den Nationalsozialisten und dann 1945 ein zweites Mal infolge des Zweiten Weltkrieges enteignet. Quappendorf wurde nach 1945 eine eigenständige Gemeinde. Am 26. Oktober 2003 erfolgte die Eingemeindung in die Gemeinde Neuhardenberg, gegen die Quappendorf juristisch vorging. Das Landesverfassungsgericht Brandenburg entschied am 16. März 2006, dass die Eingemeinde nach Neuhardenberg rechtens ist. Eine weitere Beschwerde der Gemeinde Quappendorf über diese Entscheidung beim Bundesverfassungsgericht wurde von diesem nicht angenommen.
Bis zur Trockenlegung des Oderbruchs lebten der Lehnschulze und die elf Fischer in Quappendorf vom Fischfang. Der Name des Dorfes geht auf den Fischreichtum zurück, insbesondere die große Zahl vorkommender Quappen. So sollen an einem Tag 500 Tonnen (Fässer zu je 40 kg) gefangen worden sein, von denen nur 400 Tonnen verarbeitet werden konnten. Der Rest verdarb am Ufer. Nach der Trockenlegung des Oderbruchs entwickelten sich die Fischer nach und nach zu Bauern.

### Einwohnerentwicklung
| Jahr          | 1875 | 1890 | 1910 | 1925 | 1933 | 1946 | 1993 | 2000 | 2006 |
| Einwohnerzahl | 354  | 339  | 293  | 320  | 311  | 316  | 135  | 130  | 83   |

## Kultur und Sehenswürdigkeiten
In der Liste der Baudenkmale in Neuhardenberg finden sich die in der Denkmalliste des Landes Brandenburg eingetragenen Baudenkmale des Ortes Quappendorf. Dazu gehören:
- die Alte Schule
- ein Wohnhaus mit Hofgebäude der Lindenstraße 4
- das Wohnhaus am Oderweg 1
- das Wohnhaus am Oderweg 2

### Bauwerke
- mittelneolithische Kreisgrabenanlage (zweifacher Kreisgraben)

## Verkehrsanbindung
Quappendorf ist durch die Lindenstr an die in der Nähe verlaufenden L335, welche u. a. nach Letschin und Neuhardenberg führt, angebunden.
Durch den Ort fährt folgende Buslinie des Busverkehr Märkisch-Oderland
- 957 Letschin – Glieshof – Solikante – Neubarnim – Quappendorf (Mo–Fr, 1 Fahrt pro Tag, nur an Schultagen)
- 957 Kiehnwerder – Quappendorf – Neuhardenberg – Gusow – Seelow  (Mo–Fr, 2 Fahrten pro Tag, nur an Schultagen)